# Ken Hensley
Kenneth William David Hensley, más conocido como Ken Hensley, (Plumstead, Londres; 24 de agosto de 1945 – Agost, Alicante; 4 de noviembre de 2020) fue un tecladista, compositor, cantante y guitarrista inglés, conocido por su trabajo con Uriah Heep, en los años 1970.
Hensley fue uno de los miembros originales de Uriah Heep, y autor de la mayoría de sus canciones, desde 1969 hasta 1980, año en el que abandonó la banda, para dedicarse a su carrera como solista.
Hensley participó en bandas como The Gods, Toe Fat, Weed o Head Machine, y colaboró con artistas de hard rock y heavy metal como Blackfoot, W.A.S.P., John Wetton o John Lawton, entre otros.
Durante sus últimos años, Hensley se estableció en España, concretamente en la localidad de Agost, en la provincia de Alicante, lugar donde residió hasta sus últimos días de vida junto a su esposa Mónica.

## Discografía (fuera de Uriah Heep)

### En solitario
- Proud Words on a Dusty Shelf (1973)
- Eager to Please (1975)
- Free Spirit (1981)
- From Time to Time (1994)
- A Glimpse of Glory (1999)
- Running Blind (2002)
- The Last Dance (2003)
- Cold Autumn Sunday (2005)
- Inside the Mystery (2006)
- Blood on the Highway (2007)
- Love & Other Mysteries (2012)

### Con The Gods
- Genesis (1968)
- To Samuel a Son (1969)

### Con Head Machine
- Orgasm (1969)

### Con Toe Fat
- Toe Fat (1970)

### Con Weed
- Weed...! (1971)

### Con Blackfoot
- Siogo (1983)
- Vertical Smiles (1984)

### Con John Lawton
- The Return (2001)
- Salisbury Live (2001)

### Con John Wetton
- More Than Conquerors (2002)
- One Way or Another (2002)

### Ken Hensley & Live Fire
- Faster (2011)
- Trouble (2013)